# همیلتون، ویکتوریا
همیلتون (به انگلیسی: Hamilton) یک شهر در استرالیا است که در ویکتوریا (استرالیا) واقع شده‌است.